# جوزيف دومون
جوزيف دومون هو سياسي كندي، ولد في 19 أبريل 1847 في كندا، وتوفي في 15 يناير 1912 في مدينة كيبك في كندا. حزبياً، نشط في الحزب الليبرالي الكندي وحزب كيبيك الليبرالي. وقد انتخب عضو الجمعية الوطنية في كيبك ‏ وانتخب عضو مجلس العموم الكندي.